# Greeley (Kansas)
Greeley – miasto położone w hrabstwie Anderson.